# Tao Ngoc Tu
Tao Ngoc Tu (wiet. Tào Ngọc Tú, ur. 1963) – przedsiębiorca wietnamskiego pochodzenia, który odniósł sukces w Polsce.
Jest założycielem i Przewodniczącym Rady Nadzorczej Grupy Tan-Viet International. Założył grupę w 1990 roku w Gdańsku i jest uznawany za prekursora, który jako pierwszy wprowadził zupki błyskawiczne na polski rynek.

## Życiorys
Tao Ngoc Tu jest absolwentem Wydziału Mechanicznego Politechniki Gdańskiej jako inżynier okrętowy. W 1990 roku założył spółkę Tan-Viet International, która zajmuje się sprowadzaniem artykułów spożywczych z Azji Wschodniej (głównie z Wietnamu) na rynek polski. Tao Ngoc Tu był pierwszym przedsiębiorcą, który wprowadził na polski rynek zupę błyskawiczną, popularnie nazywaną „zupką chińską”. Obecnie produkty należące do spółki Tan-Viet docierają do 70% polskich sklepów, przychody spółki regularnie przekraczają 100 mln zł rocznie, a marka Vifon należąca do spółki obejmuje 25% rynku zup błyskawicznych, sprzedając ponad 100 mln opakowań „zupek chińskich” rocznie.
Jest przewodniczącym rady dyrektorów Vifon w Wietnamie i brał udział w postępowaniu prokuratorskim dot. działań finansowych firmy w 2005 r., która dotyczyła rzekomej kradzieży oraz prania brudnych pieniędzy, gdzie tracić miała spółka Tan-Viet, a zyskiwać miały spółki tworzone przez osoby narodowości wietnamskiej. W 2011 roku został uniewinniony.
Oprócz Tan-Viet Group Tao Ngoc Tu posiada również fabrykę konserw Mewa w Nidzicy i eksportuje mleko w proszku na Kubę.